# Nyáry Albert (festő)
Nyáregyházi báró Nyáry Albert (Fülek, 1871. június 2. – Budapest, Erzsébetváros, 1933. szeptember 6.) festőművész, író, történész, régész és néprajzkutató, a lengyel–magyar kapcsolatok kiemelkedő alakja.

## Élete
A számos országos hírű politikust és tudóst adó Nyáry családból származott. Apja Nyáry Jenő ősrégész, barlangkutató, a Főrendiház háznagya, nagybátyja Nyáry Albert történész, levéltáros és heraldikus. Édesanyja Tihanyi Erzsébet.
Gyermekkorát Egyházasbáston (ma: Nová Bašta), majd a nógrádi Pilinyben töltötte. Az elemi iskola elvégzése után a budapesti Református Főgimnáziumba íratták. Tagja volt az önképzőkörnek, ahol különösen az irodalom és a történelem iránt érdeklődött. Thaly Kálmánnak, apja barátjának a biztatására VIII. gimnazistaként tanulmányt írt II. Rákóczi Ferencről. Első olaj-festőkészletét maturandusz korában, az érettségire készülve kapta, ezzel Venneman németalföldi festő kocsmai mulatozókat ábrázoló festményét másolta le.
Az érettségit követően a Pázmány Péter Tudományegyetem (maː Eötvös Loránd Tudományegyetem) jogi karára, valamint rendkívüli hallgatóként a Képzőművészeti Főiskolára iratkozott be. Önkéntes katonaévében a budapesti 16-os huszároknál szolgált.
Az egyetem elvégzése után rövid ideig hivatali és politikai pályával próbálkozott. Fogalmazó lett a Vallás- és Közoktatási Minisztériumban, de hamarosan lemondott, mivel nemzeti érzelmeivel nem tudta összeegyeztetni a Fejérváry-kormány megalakulása körüli fejleményeket. 1906-ban negyvennyolcas programmal képviselői jelölést vállalt Budapest II. kerületében, ám itt is visszalépett még a választások előtt. Még ugyanebben az évben szóba került a neve azzal kapcsolatban, hogy Máramaros főispánjának nevezik ki. Szókimondó természete és idealizmusa miatt azonban itt sem vert gyökeret. Ezt követően régészettel és műgyűjtéssel kezdett foglalkozni.
1910-ben Miklóssi Ferdinánd Leóval együttműködve életre hívta a Magyar-Lengyel Egyesület Előkészítő Bizottságát. Az egyesület 1912. december 18-án alakult meg, elnöknek egyhangúlag őt választották. A következő évben a vezetésével 100 tag zarándokolt el Lwówba (Lembergbe), hogy megemlékezzék az 1863-as januári felkelésről.
Az első világháborút huszárkapitányi rangban harcolta végig. Kifejezett kérésére az orosz fronton szolgált, mivel a Nyáry család hagyományait követve így kívánta a lengyel szabadság ügyét szolgálni. A világháború idején Miklóssival mintegy 600 főt toboroztak a lengyel légióba, a katonák egy része a lengyel–bolsevik háborúban is rész vett (l. Polonia hadisegély).
1915. augusztus 25-én az egyesülettel körlevelet intézet a magyar törvényhatóságokhoz. Azt kérte tőlük, hogy forduljanak az Országgyűléshez, szólaljon fel Magyarország nevében a lengyel függetlenségért. Korábban hasonló történt az 1830-31-es novemberi felkelés után is, akkor többek között Kölcsey Ferenc és Deák Ferenc mondott beszédet a diétán a lengyelek mellett. A körlevélnek megfelelő határozatot Kolozsvár és Moson vármegye hozott.
A háborút követően, egészen a haláláig több más lengyel szervezet megalapításában és vezetésében működött közre. E szervezetek létrehozása a lengyel-magyar kulturális, politikai és gazdasági kapcsolatok fejlődésével párhuzamosan zajlott. A lengyel ügy mellett olaj- és akvarell-festészettel, néprajzzal, történelemmel, sőt szépírással, vers- és dalszerzéssel is foglalkozott.
Felnőtt korában református hitről római katolikusra tért, a bérmaapai tisztet József főherceg töltötte be.
Utolsó pillanatáig a lengyel ügyért dolgozott. 1933-ban az esztergomi Sobieski János-emlékmű avatásakor kapott agyvérzést, ami néhány nap alatt felőrölte szervezetét. Budapesti ravatalánál többek között Lukinich Imre történész, Lukács György volt vallás- és közoktatásügyi miniszter, Miklóssi Ferdinánd Leó, Ádám Éva író és Jász Géza sporttisztviselő, filozófiai író mondott beszédet. A pilisi családi kriptában helyezték örök nyugalomra.
Munkásságát fia, Nyáry Pál folytatta, akinek több kötete is megjelent a Magyar–Lengyel Könyvtár könyvsorozatban.

## Munkássága
Egész életén át rendszeresen publikált, bibliográfiája 400 címet tartalmaz. Írásainak jó része tudományos és szakmai mű, tárca, illetve dalszöveg, de számos (főképp kéziratban maradt) regény, színdarab és filmforgatókönyv is szerepel benne.
Nagy számú lengyel tárgyú írása is született, s egyik megalapítója volt a Magyar–Lengyel Könyvtár könyvsorozatnak. A Lengyelországról szóló Feltámadó ország című darabját 1915-ben heteken át játszották az Urániában. 1929-ben a Zeneakadémián Chopin hazafiságáról tartott előadást. 1932-ben a rádióban Mieczysław Woroniecki herceg életútjáról beszélt. Az 1925-1930 között felépített kőbányai Lengyel templomnak a Częstochowai Madonna képével díszített oltárt adományozott. Számos emléktábla és emlékmű felállításában működött közre (mohácsi és esztergomi Sobieski emlékmű, salgótarjáni Báthory-szobor stb.) A Varsói Egyetem magyar tanszékének felállítását segítette.
Még a háború előtt dr. Bognár Mátyással társalapítója volt a Magyar Phalanx mozgalomnak, ami a fiatalok hazafias nevelését tűzte ki céljául. A szervezet 20 000 tagot és 500 zászlóaljat számlált, s riválisa volt az akkoriban induló magyar cserkészetnek. Az 1920-as években azonban már régészkedő cserkészekről publikált.
Miután felhagyott rövid életű politikai pályájával, Pilinyben, Gergén és Szécsényben saját költségén Árpád-kori sírokat tárt fel. Kutatásairól a Régészeti és Embertani Társaság ülésein, valamint az Archeológiai Értesítőben, az Urániában és más lapokban számolt be. Történeti tárgyú írásai jelentek meg a Századokban is.
Magyar porcelán-, csempe- és üveggyűjteménye az egyik legértékesebb volt az országban. A kollekcióhoz tartozott egy holicsi anyag is, ami ritka tárgyakat tartalmazott. 1923-ban elárvereztette a gyűjteményt. A témához kapcsolódva számos tanulmányt írt a magyar gyári agyagipar történetéről, s adatgyűjtés során többször is beutazta Magyarországot.
Néprajzi kutatóként különösen a palócság érdekelte. E népcsoportra a palóc származású szécsényi ügyvéd, Pintér Sándor hívta fel a figyelmét. De foglalkozott a nász- és halotti ünnepekkel, a kuruzslással, a népi ipar tárgyköréből pedig a csizmadia és a gombkötő szakmákkal. Tanulmányai főképp az Etnographiában és a Néprajzi Értesítőben jelentek meg.
A Képzőművészeti Főiskolán Lotz Károly, Székely Bertalan, Aggházy Gyula és Greguss János tanította. Mind az olaj-, mind a vízfestés technikáját szívesen alkalmazta. Tájképeket, népies életképeket, aktokat, élete vége felé portrékat festett. Képzőművészeti írásai leginkább kiállítási beszámolók.

## Főbb művei
- Temető, királyságunk első századából. Budapest, 1902
- A pilinyi Árpádkori temető. Budapest, 1904
- A rozsnyói gombkötők. Budapest, 1904
- Az iglói csizmadiák és gombkötők. Budapest, 1905
- Női szivek. A szerző rajzaival; Franklin, Bp., 1907
- A magyar gyári agyagipar története. Kézirat kötet ábrákkal
- Piliny néprajzi vázlata. 1909
- A bécsi udvar a XVII. század végén. (Lavina Ignác naplója). Budapest, 1912
- Az utolsó magyar trónkövetelő. Budapest, 1912
- A feltámadó ország. Színdarab. Uránia 1916
- Hadúr halála. Regény. 1917
- Az Árpádház kihaltának kérdése. Budapest, 1922
- Nagy Tőzsérek pusztulása. Regény. 1931

## Társaságok
- Nemzeti Phalanx (társelnök, társalapító)
- Magyar-Lengyel Egyesület (1912, elnök)
- Magyar Nemzeti Irodalmi Társaság (1920, elnök)
- Magyar-Lengyel Kereskedelmi Kamara (1923, társelnök)
- Magyar Mickiewicz Társaság (1929, ügyvezető alelnök)
- Magyar Legionisták Társasága (1930, alapító)

## Kitüntetései
- Arany szolgálati érdemkereszt a koronával a vitézségi érem szalagján (1917)
- Polonia Restituta rend parancsnoki keresztje (Order Odrodzenia Polski, Krzyż Komandorski)
- Lengyel Arany Érdemkereszt (Złoty Krzyż Zasługi)

## Emlékezete
A XX. század első felében Bevilaqua-Borsodi Béla, Miklóssi Ferdinánd Leó és Palóczi Edgár mellett azok között volt, akik a legtöbbet tették a lengyel-magyar kapcsolatok fejlesztéséért. Hozzájuk hasonlóan azonban személyének és munkásságának a fénye mára megkopott. Sem a magyarországi lengyel szervezetek, sem a két állam intézményei nem őrzik az emlékét.